# Hátulsó ferde nyakizom

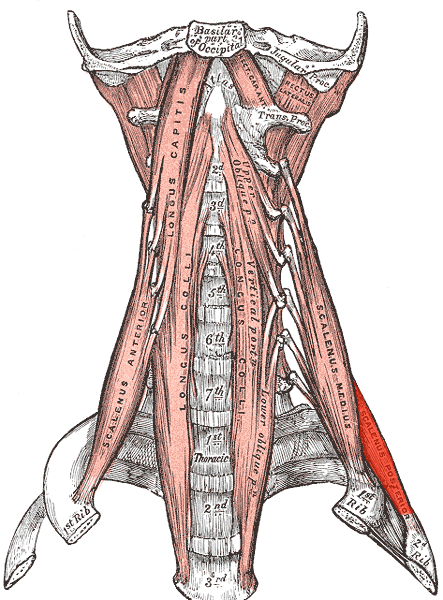
A nyak izmai (a vörös jelöli a scalenus posterior)

A musculus scalenus posterior egy apró izom az ember nyakában.

## Eredés, tapadás, elhelyezkedés
A V. és a VI. nyakcsigolya processus transversus vertebraenek a tuberculum posterius vertebrae cervicalisáról ered. A második és/vagy a harmadik bordán tapad.

## Funkció
Emeli a bordákat. Billenti a nyakat.

## Beidegzés, vérellátás
A ramus anterior nervi spinalis idegzi be és az arteria cervicalis ascendens látja el vérrel.